# Тальмон-сюр-Жиронд
Тальмо́н-сюр-Жиро́нд (фр. Talmont-sur-Gironde) — коммуна во Франции, в кантоне Коз округа Сент, департамент Приморская Шаранта, Новая Аквитания. Входит в список «Самых красивых деревень Франции».
Код INSEE коммуны — 17437.

## Население
Население коммуны на 2010 год составляло 88 человек.
| 1962 | 1968 | 1975 | 1982 | 1990 | 1999 | 2010 | 2015 |
| ---- | ---- | ---- | ---- | ---- | ---- | ---- | ---- |
| 128  | 115  | 92   | 79   | 83   | 83   | 88   | 105  |